# Castillo de Orellana la Vieja
El castillo de Orellana la Vieja o castillo palacio de Orellana la Vieja está situado al término municipal de Orellana la Vieja, provincia de Badajoz, Extremadura. Construido en el siglo XV. 
El castillo tenía forma  cuadrangular con torres  cilíndricas en tres de sus ángulos mientras que la torre del homenaje se situaba en el cuarto. Esta torre, que aún permanece erguida, tiene planta cuadrada y todavía se pueden ver las almenas en algunos de sus lados así como troneras y un blasón de los «Orellana» y los «Altamirano». Primitivamente fue una «casa fuerte» del siglo XV y ya en el siglo XVI se realizaron innovaciones importantes, tanto defensivas como de habitabilidad y servicios, sobre todo en la Torre del homenaje que se acondicionó como palacio.
De ellas no queda casi nada y de la muralla perimetral muy poco, solo algún paño desmochado. Entre las ruinas puede observarse todavía en la zona residencial techos con cubierta de bóveda de crucería de  estilo gótico donde aparece un escudo de los «Orellana» en la parte superior. La parte más notoria es la construcción prismática de la Torre del homenaje, hecha a base de mampostería y sillarejo excepto las esquinas, que recibieron un mejor tratamiento ya que están levantadas con  sillería bien escuadrada. También se pueden ver en la actualidad, entre las ruinas, galerías porticadas de  estilo renacentista y nos cubos redondos y fragmentos de los lienzos perimetrales.